# Chen Zhenglei
Dans ce nom, le nom de famille, Chen, précède le nom personnel.
Chen Zhenglei (chinois traditionnel : 陳正字 ; chinois simplifié : 陈正雷 ; pinyin : chén zhèngléi, né le 15 mai 1949, est un grand maître chinois du taijiquan, né à Chenjiagou (village de Chen, 家溝), xian de Wen, province du Henan, en Chine (alors fin de la République de Chine (1912-1949)).

## Biographie
Il fait partie de la 19e génération de la famille Chen. successeur en ligne directe du Taijiquan de la famille Chen. Il est l’un des rares détenteurs du plus haut rang de 9e Duan Wei conférée par l’association chinoise de wushu. Ses professeurs étaient Chen Zhaopi et Chen Zhaokui.